# Am I Evil?
«Am I Evil?» (с англ. — «Зло ли я?») — песня хеви-метал-группы Diamond Head, выпущенная на их дебютном альбоме Lightning to the Nations в 1980 году. Песня была написана вокалистом Шоном Харрисом и гитаристом Брайаном Татлером и выпущена на лейбле Happy Face Records, принадлежащем продюсеру Муффу Мурфину и студии The Old Smithy из Вустера. Песня стала популярна сразу после выпуска в кругах любителей хеви-метала в Великобритании, а всемирную известность приобрела после кавера группы Metallica, выпущенного на обратной стороне сингла «Creeping Death» в 1984, а также на альбоме Garage Inc.. На песню оказала влияние песня группы Black Sabbath «Symptom of the Universe».

## Релиз и приём
Песня была изначально выпущена на дебютном альбоме Diamond Head Lightning to the Nations в 1980 году, но затем также была перезаписана для их второго альбома Borrowed Time. Она остаётся одной из самых исполняемых вживую песен группы и до сих пор включается в сет-листы.
Песня берёт свои корни из произведения «Марс, Вестник Войны» Густава Холста, а также использует рифф, используемый ранее в «Ring of Fire» группы Eric Burdon Band в 1974 году.

## Значение
В марте 2023 года группа авторов американского издания Rolling Stone включила композицию в список «100 величайших хеви-метал песен всех времён». В этом рейтинге она заняла 26-ю позицию, заметку о ней составил Адриан Бегранд.

## Кавер-версии
Песня стала популярной благодаря кавер-версии группы Metallica, которая попала на переиздание их дебютного альбома Kill ’Em All 1988 года в Японии (в оригинальной версии альбома отсутствует). Изначально появилась на стороне «Б» сингла «Creeping Death» в 1984 году и позже на альбоме Garage Inc. в 1998 году. Песня также часто исполняется на концертах Металлики, но в более тяжёлой и быстрой версии. Хетфилд так же поменял финальные слова в песне с «Am I evil? Yes, I am» на «Am I evil? Yes, I fucking am!». Сами Diamond Head говорили, что польщены этим кавером и благодаря гонорарам от него смогли продолжить свою деятельность. Faith No More также исполняли кавер на эту песню.
В 2010 году, в качестве выражения признательности, «Большая четвёрка треш-метала» (Metallica, Megadeth, Slayer, Anthrax), за исключением Тома Арайа, Керри Кинга и Джеффа Ханнемана, исполнила первую половину этой песни в городе София в Болгарии. Запись была выпущена на DVD The Big 4 Live from Sofia, Bulgaria.

## Использование в поп-культуре
Оригинальная версия песни появлялась в играх Guitar Hero:Metallica и Brütal Legend, а также в фильме 2009 года «Хэллоуин 2».
Пародийная группа Beatallica записала мэшап «Am I Evil?» и «And I Love Her» группы The Beatles под названием «And I’m Evil» для их альбома 2009 года Masterful Mystery Tour.